# Salamon-szigeteki füleslappantyú
A Salamon-szigeteki füleslappantyú (Eurostopodus nigripennis) a madarak (Aves) osztályának lappantyúalakúak (Caprimulgiformes) rendjéhez, ezen belül a lappantyúfélék (Caprimulgidae) családjához tartozó faj.

## Rendszerezése
A fajt Edward Pierson Ramsay ausztrál ornitológus írta le 1882-ben, a bajszos lappantyú (Eurostopodus mystacalis) alfajaként Eurystopodus mystacalis nigripennis néven.

## Előfordulása
Pápua Új-Guinea és a Salamon-szigetek területén honos. Természetes élőhelyei a szubtrópusi vagy trópusi síkvidéki esőerdők és tengerpartok. Állandó, nem vonuló faj.

## Megjelenése
Testhossza 25-30 centiméter.

## Természetvédelmi helyzete
Az elterjedési területe kicsi és megosztott, egyedszáma 2500 példány alatti és csökken. A Természetvédelmi Világszövetség Vörös listáján sebezhető fajként szerepel.